# Paieftjauemauineith

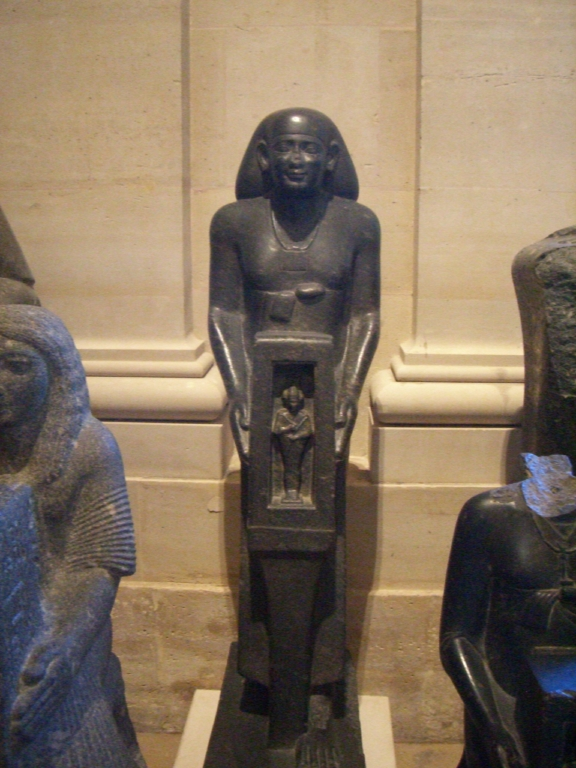
Paieftjauemauyneith szobra a Louvre-ban (A 93)

Paieftjauemauineith vagy Peftuaneith ókori egyiptomi hivatalnok volt a XXVI. dinasztia idején, II. Uahibré és II. Jahmesz uralkodása alatt.
Számos emlékműve fennmaradt, ami bizonyítja jelentőségét. Egyik szobra, mely felirata szerint eredetileg Héliopoliszban állt, ma a British Museumban található (EA 83). Egy másik szobra (ma a Louvre-ban, A 93) felirata szerint Paieftjauemauineith II. Jahmesz uralkodása idején számos helyreállítási munkálatot rendelt el Abüdoszban és környékén. Memphiszből került elő egy áldozati asztala és egy harmadik szobra. Egy negyedik szobrát Butóban találták meg.
Paieftjauemauineith számos fontos címet viselt: fő háznagy volt, a két kincstár elöljárója és orvos. Anyja neve Naneszbasztet volt, apja egy Szaszobek nevű hivatalnok, aki címei szerint „a palota vezetője”, „a péi Hórusz papja” és „Ámon papja Észak-Thébában” volt.

## Fordítás
- Ez a szócikk részben vagy egészben  a   Payeftjauemawyneith című angol Wikipédia-szócikk ezen változatának fordításán alapul.  Az eredeti cikk szerkesztőit annak laptörténete sorolja fel. Ez a jelzés csupán a megfogalmazás eredetét és a szerzői jogokat jelzi, nem szolgál a cikkben szereplő információk forrásmegjelöléseként.